# Hindola striata
Hindola striata är en insektsart som beskrevs av Maa 1963. Hindola striata ingår i släktet Hindola och familjen Machaerotidae. Inga underarter finns listade i Catalogue of Life.